# Aimee Stolte
Aimee Stolte (* in Buffalo, New York als Aimee Groves) ist eine US-amerikanisch-kanadische Schauspielerin.

## Leben
Stolte wuchs mit ihren Geschwistern in der kanadischen Stadt Saskatoon auf. Dort besuchte sie die University of Saskatchewan, die sie 2007 mit dem Bachelor of Commerce verließ. In den nächsten Jahren zog sie nach Vancouver, wo sie in Fernsehproduktionen mitwirkte. Danach zog sie nach Los Angeles, wo sie sich speziell an Filmproduktionen beteiligte.
Erste Besetzungen hatte Stolte überwiegend in Kurzfilmen. Später war sie vermehrt in den sogenannten Mockbustern zu sehen. So hatte sie 2018 eine größere Nebenrolle in Megalodon und 2020 eine Rolle in Battle Star Wars – Die Sternenkrieger. 2019 hatte sie eine Besetzung im Horrorepisodenfilm Verotika. Im selben Jahr war sie in vier Episoden der Fernsehserie Escape the Night zu sehen. In Fear PHarm und dessen Fortsetzung Fear PHarm 2 übernahm sie 2020 jeweils die Rolle der Gemma.

## Filmografie
- 2013: Untold Stories of the ER (Fernsehserie, Episode 8x03)
- 2014: Sex Sent Me to the ER (Fernsehserie, Episode 1x04)
- 2014: Tattoo Nightmares Miami (Fernsehserie)
- 2015: Hannasmelle (Kurzfilm)
- 2015: Bound (Kurzfilm)
- 2016: 6:15 on a Saturday Night
- 2017: Wounded
- 2017: Through the Night (Kurzfilm)
- 2017: American Anarchy (Kurzfilm, Sprecherrolle)
- 2017: Cold War, Warm Hearts (Kurzfilm)
- 2017: Robb's Problem (Kurzfilm)
- 2017: Imperial
- 2017: Girl (Kurzfilm)
- 2018: Megalodon – Die Bestie aus der Tiefe (Megalodon, Fernsehfilm)
- 2019: Verotika
- 2019: Escape the Night (Fernsehserie, 4 Episoden)
- 2020: Battle Star Wars – Die Sternenkrieger (Battle Star Wars)
- 2020: Fear PHarm
- 2020: Paradise Apartments: Generation Clash (Kurzfilm)
- 2020: Fear PHarm 2